# Bradiancourt
Bradiancourt – miejscowość i gmina we Francji, w regionie Normandia, w departamencie Sekwana Nadmorska.
Według danych na rok 1990 gminę zamieszkiwało 131 osób, a gęstość zaludnienia wynosiła 32 osoby/km² (wśród 1421 gmin Górnej Normandii Bradiancourt plasuje się na 767. miejscu pod względem liczby ludności, natomiast pod względem powierzchni na miejscu 763.).